# ساراتاک، کاشاتاق
ساراتاک (ارمنی: Սարատակ) یک روستا در جمهوری آرتساخ است که در استان کاشاتاق واقع شده‌است.